# ديف ريد (لاعب هوكي جليد)
ديف ريد هو لاعب هوكي جليد كندي، ولد في 15 مايو 1964 في تورونتو في كندا.

## وصلات خارجية
- ديف ريد (لاعب هوكي جليد) على موقع دوري الهوكي الوطني (الإنجليزية)
- ديف ريد (لاعب هوكي جليد) على موقع قاعة مشاهير الهوكي (لاعب أن.إتش.أل) (الإنجليزية)
- ديف ريد (لاعب هوكي جليد) على موقع EliteProspects.com (الإنجليزية)
- ديف ريد (لاعب هوكي جليد) على موقع HockeyDB.com (الإنجليزية)
- ديف ريد (لاعب هوكي جليد) على موقع Hockey-Reference.com (الإنجليزية)